# Hans Peter Hahn
Pour les articles homonymes, voir Hahn.
Hans Peter Hahn (né en 1963) est un ethnologue allemand, membre du conseil d'administration de la Vereinigung für Afrikawissenschaften in Deutschland (VAD E.V.) et responsable de programme du ‘Master of Arts franco-allemand : Ethnologie et ses perspectives franco-allemandes’ (variante du programme d'études du Master of Arts Social and Cultural Anthropology).

## Biographie
De 1984 à 1989, Hans P. Hahn a étudié l'ethnologie, l'archéologie et la biologie à l'université de Francfort. De 1989 à 1994, il a été chercheur associé dans le programme de recherche collaborative « Culture et environnement dans la savane ouest-africaine » (SFB 268). De 1995 à 1996, il a étudié comme postdoc à l'école doctorale Relations interculturelles en Afrique de l'université de Bayreuth où il a travaillé de 1996 à 2006 comme assistant de recherche à l'Institut d'ethnologie. Après avoir obtenu son doctorat à Francfort en 1994, il a enseigné en tant que professeur d'ethnologie avec un accent régional sur l'Afrique de l'Ouest à l'université de Francfort.
Hans P. Hahn dirige l'école doctorale « valeur et équivalent » : « L'émergence et la transformation de l'espace et des savoirs dans les civilisations anciennes. » Au cours de son séjour en tant que boursier de la DFG Groupe de recherche collégial 2615 - FU-Berlin (avril-septembre 2019), il a examiné le rôle de la culture matérielle dans la différenciation sociale. Bien qu'il existe de nombreux exemples ethnographiques de « l'architecture du pouvoir », d'importants anthropologues, par ex. Edmund Leach, ont critiqués un tel lien entre les objets et le sens. Il a également dirigé, avec Aegidia Souto et Jean-Louis Georget, un collège doctoral franco-allemand intitulé Den ‚Anderen‘ repräsentieren: Museen, Universitäten, Ethnologie (en français : Représenter l'autre : musées, universités, ethnologie) à l'université de Francfort et à l'université Sorbonne-Nouvelle. Le collège se concentre sur l'avenir des collections et musées ethnologiques. Il est destiné à contribuer à l'internationalisation du débat et à clarifier le statut des collections, notamment celles dont les fonds sont issus de contextes coloniaux. Il a commencé ses travaux le 1er janvier 2023.

## Axe de recherche
Son axe de recherche se porte sur l'Afrique de l'Ouest (Burkina Faso, Ghana, Togo), la culture matérielle, les musées ethnologiques, la Consommation, migration et mobilité, et mondialisation.

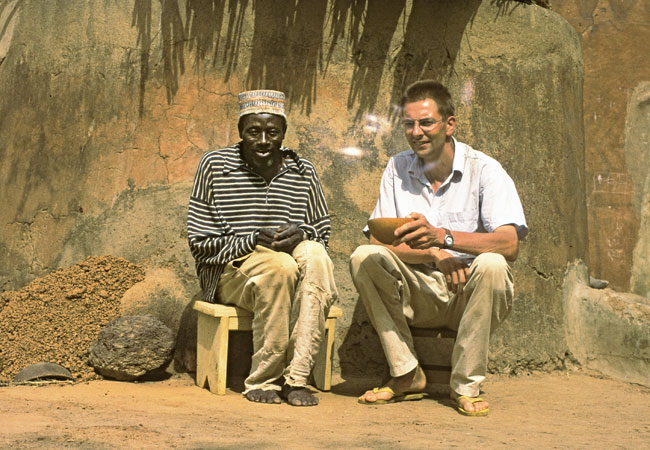
Hahn lors d'une réunion à Kollo-Zekka, Burkina Faso, septembre 2005, en conversation avec le délégué du village Matthias Cirapia

## Publications notables

### Monographies
- 1991 : Die materielle Kultur der Bassar (= Arbeiten aus dem Seminar für Völkerkunde der Johann Wolfgang Goethe-Universität Francfort, 24), Stuttgart : Franz Steiner
- 1993 : Eisentechniken in Nord-Togo (= Kulturanthropologische Studien, 21), Münster : Lit.
- 1996 : Die materielle Kultur der Konkomba, Kabyè und Lamba in Nord-Togo. Ein regionaler Kulturvergleich. (thèse de doctorat, Francfort, 1994), (= Westafrikanische Studien, 14), Cologne : Köppe.
- 1997 : Techniques de métallurgie au Nord Togo. (translation of Eisentechniken in Nord-Togo (1993), (= Collection Patrimoines, 6), Lomé : université du Bénin.
- 2002 : Die Dinge des Alltags und materielle Kultur in Kollo (Kasena, Burkina Faso). (thèse d'habilitation, université de Bayreuth).
- 2005 : Materielle Kultur. Eine Einführung. Berlin : Reimer (2. ed. 2014)
- 2013 : Ethnologie. Eine Einführung. Berlin: Suhrkamp
- 2015 : Vom Eigensinn der Dinge. Für eine neue Perspektive auf die Welt des Materiellen. Berlin: Neofelis

### Rédaction et édition
- 2014 : Hans Peter Hahn, S. Samida, M.K.H. Egger: Handbuch Materielle Kultur. Bedeutungen, Konzepte, Disziplinen. Stuttgart: Metzler
- 2015 : Hans Peter Hahn, Mario Schmidt, Emanuel Seitz: Marcel Mauss - Schriften zum Geld. Berlin: Suhrkamp.
- 2015 : Hans Peter Hahn, Philipp Stockhammer : Lost in Things. Fragen an die Welt des Materiellen. Münster: Waxmann.
- 2017 : Hans Peter Hahn, Helmut Groschwitz, Paola Ivanov et Thomas Laely : Ethnologie und Weltkulturenmuseum Positionen für eine offene Weltsicht. Berlin: Vergangenheitsverlag.
- 2019 : Hans Peter Hahn, Fr. Neumann : Das neue Zuhause. Haushalt und Alltag nach der Migration. Frankfurt a.M.: Campus.
- 2021 : Hans Peter Hahn, Oliver Lueb, Karoline Noack, Katja Müller : Digitalisierung ethnologischer Sammlungen. Perspektiven aus Theorie und Praxis. Bielefeld: transcript.
- 2022 : Hans Peter Hahn, Anja Klöckner, Dirk Wicke : Values and Revaluations: The Transformation and Genesis of 'Values in Things' from Archaeological and Anthropological Perspectives. Oxford: Oxbow.

### Articles
- 2008 : Hans Peter Hahn, Ludovic Kibora : The Domestication of the Mobile Phone. Oral Society and new ICT in Burkina Faso. In: Journal of Modern African Studies 46, p. 87–109.
- 2015 : Die geringen Dinge des Alltags. Kritische Anmerkungen zu einigen aktuellen Trends der Material Culture Studies. In: Braun, K., C.-M. Dieterich, und A. Treiber (ed.): Materialisierung von Kultur. Diskurse - Dinge - Praktiken. Würzburg: Königshausen & Neumann, p. 28–42.
- 2016 : Auf der Suche nach den Armen. Warum Armut in den Kulturwissenschaften so oft unsichtbar bleibt. In: Meller, H. (ed.) : Arm und Reich : Zur Ressourcenverteilung in prähistorischen Gesellschaften. Halle: Landesamt für Denkmalpflege und Archäologie Sachsen-Anhalt, p. 101–109.
- 2016 : Dinge als unscharfe Zeichen. In: Walz, M. (Hg.): Handbuch Museum. Geschichte, Aufgaben, Perspektiven. Stuttgart: Metzler, p. 14–18.
- 2016 : How Many Things ? Material Possessions and Materiality. In: Public History Weekly, 4 (20): pages non indiquées
- 2016 : Things in the back mirror. Über Wechselwirkungen zwischen Artnen zu sehen und Vorstellungen von Dingen. In: ARTES Jahrbuch, 2015/2016, p. 76–86.
- 2016 : Die Unsichtbarkeit der Dinge. Über zwei Perspektiven zu materieller Kultur in den Humanities. In: Kalthoff, H., T. Cress, und T. Röhl (ed.): Materialität. Herausforderungen für die Sozial- und Kulturwissenschaft. Paderborn: Fink, pp. 45–62.
- 2016 : Sammlungen - besondere Orte von Dingen. In: Hofmann, K.P., T. Meier, und D. Mölders (ed.): Massendinghaltung in der Archäologie. Der material turn und die Ur- und Frühgeschichte. Leiden: Sidestone, pp. 23–42.
- 2017 : Mobilität, Austausch und Zukunftsfähigkeit. In: ifa, 20 avril 2017.
- 2017 : Der Eigensinn der Dinge: warum sich Objekte in bestimmten Momenten anders verhalten, als sie es sollten. In: helden. heroes. héros, 1 (1).
- 2020 : Wenn Dinge erzählen. Potential und Problematik der Objektbiografien. In: Blamberger, G., R. Görner, und A. Robanus (ed.): Biography - A Play? Poetologische Experimente mit einer Gattung ohne Poetik. (= Internationales Kolleg Morphomata, 47). Paderborn: Fink, pp. 209–228.
- 2020 : How Close are Things to Us? On the Relation between the Incidental and the Valuable, Cambridge Archaeological Journal, 30 (1) p. 168-172.
- 2021 : Notizen zur 'Amazonifizierung' der Museumssammlung. Widersprüche zwischen Plattformmacht und Selbstverständnis des Museums. In: Hahn, H.P., K. Noack, und K. Müller (ed.): Digitalisierung ethnologischer Sammlungen. Perspektiven aus Theorie und Praxis. Bielefeld: transcript, p. 55–75.
- 2021 : Die versteckte Gabe. Über einige Irrtümer zum Konzept der 'Gabenökonomie'. In: Zeitschrift für Wirtschafts- und Unternehmensethik, 22 (1): p. 28-45.
- 2021 : Den Dingen misstrauen. Perspektiven auf die subversive Mehrdeutigkeit des Materiellen. In: Brugger, I. und V. Rudorler (ed.): Daniel Spoerri. Cologne: Franz König, p. 120–133.
- 2022 : The Africanized Bicylce. In: Norcliffe, G. (ed.): Routledge Companion to Cycling. Londres: Routledge, pp. 388–395.
- 2022 : Wilhelm Wundt et la phase de formation de l'ethnologie de langue allemande. Une critique de la 'psychologie des peuples. dans Revue Germanique Internationale, 35: p. 171-185.
- 2022 : Gibt es eine Sprache der Dinge? In: Berliner Theologische Zeitschrift, 39:38-52.
- 2022 : Die Unverfügbarkeit der Dinge. Notizen zur Destabilisierung des Mensch-Ding-Verhältnisses. In: Beuerbach, J. et al. (ed.): Der Stand der Dinge. Theorien der Aneignung und des Gebrauchs. Bâle: Schwabe, pp. 35–50.
- 2022 : gemeinsam mit Kokou Azamede: Von der Afrikaforschung zur afrikabezogenen Forschung. In: Forschung Frankfurt, (1): p. 53-55.
- 2022 : avec Thompson G. Kwarkye: Inherited Political Structures in Ghana: What Role for Networks and Hierarchies in explaining their efficiency? In: Soziale Systeme, 25 (1): p. 132-144.

## Projets à financement externe (sélection)
- Réseau DFG Anthropologie publique Pratiques des savoirs et interventions sociales dans les sujets ethnologiques (durée : janvier 2022—décembre 2024)
- Collège doctoral franco-allemand sur le thème Den ‚Anderen‘ repräsentieren: Museen, Universitäten, Ethnologie (durée : janvier 2023—décembre 2026)
- Séjour en tant que chercheur invité à l'Université du Ghana à Accra (Legon) pour une bourse en tandem sur le thème Qu'est-ce que la restitution ? (durée : octobre 2022—mars 2023)